# 심 (도시)

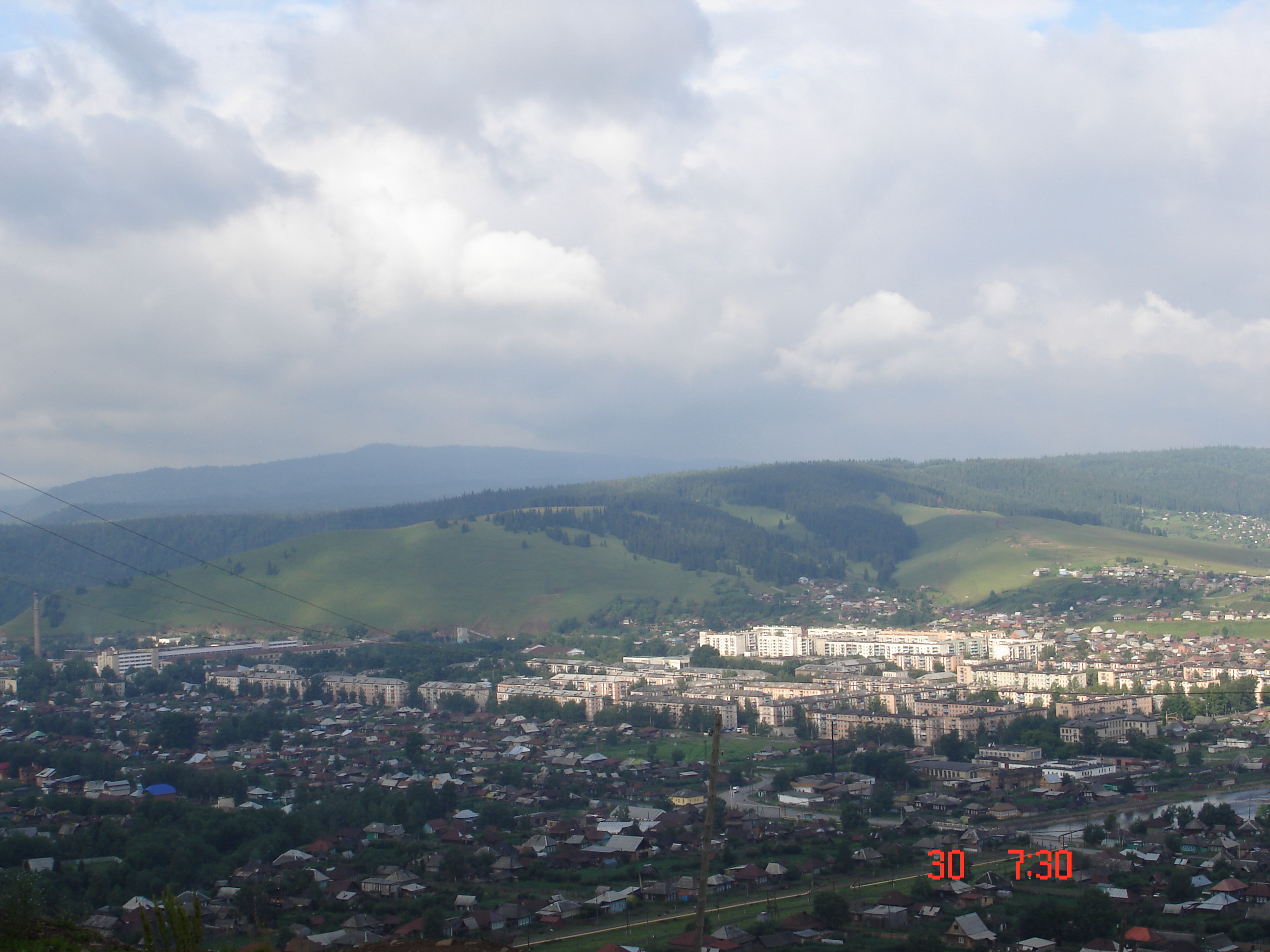

심(러시아어: Сим, 영어: Sim)은 러시아 첼랴빈스크주 아신스키군에 위치한 도시이다. 심강 가에 자리잡고 있으며, 주도 첼랴빈스크 시에서 서쪽으로 340km 떨어져 있다. 인구는 2010년 기준 14,466명.
유명 물리학자 이고리 쿠르차토프(1903~1960)의 출생지이다.